# スーパーブラザーズ
型式名は、スーパーブラザース。1988年にソフィアが開発し、西陣が発売した2頭身の男性、オバケ、怪獣をイメージした役物を採用した羽根モノパチンコ機、および後継シリーズ。

## 概要
- 役物内には、磁石が一箇所組み込まれた回転体があり、玉が上手く磁石に付けば上昇しながらVゾーンを目指す。このしくみは後の大ヒット機でもある『ファインプレー』（マルホン）等にも取り入れられている。
- 役物内のVゾーンは、始動チャッカー入賞の有無に関わらず作動するため、大当たり終了後に再度Vゾーンに入賞することで、連続大当たり（いわゆるダブル）となることが期待できる。
- セル画のキャラクターが『スーパーマン』、役物のキャラクターおよび効果音の一部が『スーパーマリオブラザーズ』を思わせるが、関連はない。

## スペック
- 『スーパーブラザース』（1988年）
  - 賞球数 11 大当たり最高継続 8R9C
  - 回転体のスピードは3種類あり、通常時は低速でVゾーンのある上段方向へ回転している。チャッカー入賞時ならびに大当たり時の4カウント目までは中速になり、5カウント目以降は高速になる。なお、Vゾーン入賞時から羽根開閉動作を開始するまでの間に限り、下段方向に回転する。
  - 盤面に描かれたデザインが若干異なるタイプもごく僅かであるが存在する。

- 『スーパーブラザース13』（1989年）
  - 賞球数 13 大当たり最高継続 8R10C
  - 磁石の数が2つに変更され、回転体の回転方向は、始動チャッカー入賞時ならびに大当たり動作中（V入賞後～羽根開閉動作開始までの間を除く）のみ、上段方向となるよう変更された。

- 『スーパーブラザースJr』（1989年）
  - 賞球数 13 大当たり最高継続 8R10C
  - 回転体のスペックが再びオリジナルのスーパーブラザースと同等に戻された。

- 『ストリートブラザーズZ』
  - 賞球数 7&15 大当たり最高継続 10R10C